# Dicyphus pallidus
Dicyphus pallidus är en insektsart som först beskrevs av Herrich-schaeffer 1836.  Dicyphus pallidus ingår i släktet Dicyphus och familjen ängsskinnbaggar. Arten är reproducerande i Sverige. Inga underarter finns listade i Catalogue of Life.